# Cesuna
Cesuna (Kan Züne in cimbro) è una frazione del comune italiano di Roana, in provincia di Vicenza.

## Geografia fisica
Cesuna si colloca nella zona sud-occidentale dell'Altopiano dei Sette Comuni Asiago, a sud di Roana dalla quale è separata dalla profonda val d'Assa. A ovest, a breve distanza, si trova Treschè Conca e a nordest Canove.

## Storia

### Origini del nome
Il toponimo Cesuna (in lingua cimbra Kan Züne) è forse ricollegabile al termine celtico sun(e), che significa "luogo abitato recintato". Secondo altri, deriva dal personale latino Caeso, riferito a un proprietario terriero. Infine, un'altra interpretazione sarebbe "Là dai figli" in quanto la zona fu disboscata ed abitata dai più giovani abitanti di Canove quando la popolazione crebbe.

### Dalla fondazione ai giorni nostri

#### XX secolo
I monti e i boschi attorno a Cesuna furono teatro di avvenimenti nel corso della prima guerra mondiale: in particolare, a partire dall'aprile 1918, la zona fu presidiata dalle forze militari inglesi, fronteggiate nel giugno seguente dalla truppe austriache. Queste realizzarono in loco un sistema di trincee, postazioni blindate e ricoveri.

## Monumenti e luoghi d'interesse

### Chiesa parrocchiale dell'Immacolata
Nel 1744 il vescovo di Traù Francesco Giuseppe Caccia, ospite del paese, diede ascolto alle richieste della popolazione e fece erigere a Cesuna un oratorio dedicato all'Immacolata. Prima di allora gli abitanti facevano riferimento alla lontana parrocchiale di Canove. Nel 1749 il cardinale Carlo Rezzonico ne autorizzò la benedizione, benché il parroco di Canove mantenesse il diritto di nominare il cappellano. Nel 1832 fu eretta a curaziale e nel 1899 a parrocchiale.
Ricostruita in forme più ampie tra il 1840 e il 1868, fu danneggiata durante la grande guerra, ma venne poi ristrutturata e riconsacrata nel 1927. È stato svolto un nuovo restauro tra il 2005 e il 2007.
Di un certo interesse una Pietà in legno intagliato e dipinto, realizzato da artigiani veneti nella prima metà del Novecento. Sulla parete absidale sono collocati un dipinto del 1974 raffigurante l'Immacolata e un affresco di Teodoro Licini del 1941 con Gesù nel tempio fra i dottori.

### Cimitero britannico di Val Magnaboschi
Fuori dall'abitato di Cesuna, in località Val Magnaboschi, si trova il Magnaboschi British Cemetery, che ospita le tombe di 183 militari inglesi caduti nella difesa dei territori dell'Altopiano dei Sette Comuni contro l'offensiva austriaca del 15 giugno 1918. Il cimitero è gestito dalla Commonwealth War Graves Commission.

### Cimitero italo-austriaco di Val Magnaboschi
Sempre in località Cesuna-Magnaboschi, si trova un altro cimitero militare, che ospita le salme di 50 soldati ignoti, sepolte sotto dei tronchi di abete.

### Altri luoghi d'interesse
- Grotte Zeleghe Baibelen[2]
- Monte Zovetto, con trincee e postazioni della prima guerra mondiale[2]
- Monte Lemerle, con trincee e postazioni della prima guerra mondiale[2][9]
- Cimitero militare del Boscon[2][4]

## Cultura

### Eventi
- Pellegrinaggio internazionale del Fante presso il cimitero militare di Val Magnaboschi, in memoria dei Caduti nella 1ª guerra mondiale [10]
- Fiaccolata presso le grotte Zeleghe Baibelen[2]
- Hoga Zait, festival cimbro, che si tiene in luglio[2][11]
- Cesuna in Festa, festa paesana che si tiene in agosto in concomitanza con Ferragosto
- “Verben-emozioni d’autunno”, festa dell’autunno che si tiene a cavallo fra settembre e ottobre

### Musei
Ai margini del territorio di Treschè Conca, lungo la strada per Canove e nei pressi del bivio per Cesuna, si trova il "Museo dei cuchi", un museo inaugurato nel 1987 e dedicato ai fischietti in terracotta, detti appunto "cuchi".

## Infrastrutture e trasporti

### Ferrovie
Dal 1910 al 1958 era in funzione la Ferrovia Rocchette-Asiago che collegava Piovene Rocchette con Asiago passando per l'Altopiano dei Sette Comuni e ad Cesuna aveva la sua stazione ferroviaria, che dopo essere rimasta inutilizzata per anni venne demolita.